# La Reforma
La Reforma est une ville du Guatemala dans le département de San Marcos.